# 巴爾岩
巴爾岩（英語：Bar Rocks），是南極洲的岩石，位於南喬治亞群島，處於斯特羅姆內斯灣，在1928年由英國的研究隊命名和繪入地圖，由英國海外領土管轄。